# Pàmfil de Nicòpolis
Pàmfil de Nicòpolis (grec antic: Πάμφιλος; llatí: Pamphilus) va ser un metge i gramàtic grec nadiu de Nicòpolis d'Egipte, que va exercir a Roma i va adquirir una gran fortuna probablement entre el segle II aC i el segle I aC. Se l'identifica sovint amb el Pàmfil d'Alexandria que segons el Suides era un gramàtic alexandrí de l'escola d'Aristarc de Samos i autor d'un lexicó que segons alguns autors hauria estat la base del lexicó d'Hesiqui d'Alexandria a través de Diogenià d'Heraclea. El Lexicó es componia probablement de 95 llibres i es menciona sota diversos títols com περὶ γλωσσω̂ν, περὶ όνομάτων, o περὶ γλωσσω̂ν καὶ ὀνομάτων.

## Obres
La llista de les seves obres es dona a Suides:
- ἔγραψε λειμω̂να (ἔστι δὲ ποικίλων περιοχή)
- περὶ γλωσσω̂ν ήτοι λέξεων βιβλίαε
- εἰς τὰ Νικάνδρου ἀνεξήγητα καὶ τὰ καλούμενα ὐφικά
- τέχνην κριτικὴν
- καὶ ἄλλα πλει̂στα γραμματικά

Va escriure una obra sobre plantes, criticada severament per Galè que diu que escrivia sobre plantes que mai havia vist i que incloïa nombroses supersticions. Galè també reprodueix algunes de les seves fórmules mèdiques.